# Powiat Sokołowski
Der Powiat Sokołowski ist ein Powiat (Kreis) in der Woiwodschaft Masowien in Polen. Der Powiat hat eine Fläche von 1131,4 km² und etwa 55.500 Einwohner. Die Bevölkerungsdichte beträgt 51 Einwohner pro Quadratkilometer (2004).

## Gemeinden
Der Powiat umfasst neun Gemeinden, davon eine Stadtgemeinde, eine Stadt-und-Land-Gemeinde und sieben Landgemeinden.

### Stadtgemeinde
- Sokołów Podlaski

### Stadt-und-Land-Gemeinde
- Kosów Lacki

### Landgemeinden
- Bielany
- Ceranów
- Jabłonna Lacka
- Repki
- Sabnie
- Sokołów Podlaski
- Sterdyń